# Bengt Hansson Medenius
Bengt Hansson Medenius, även Benedictus Johannis Medenius, född 1615 i Fasterna, död 20 januari 1683 i Falun, var en svensk jurist.

## Biografi
Bengt Hansson Medenius var son till landsfogden på Mörby slott Hans Mickelsson och dennes hustru Kristina Ersdotter. Han inskrevs vid universitetet i Dorpat 10 juli 1638 och responderade på en avhandling där 21 november 1640 med dedikationer till Gabriel, Bengt och Gustaf Oxenstierna . Han blev auskultant 4 maj 1642 vid Svea hovrätt och kom under första delen av 1645 i sekreterartjänst hos Gustaf Otto Stenbock samt blev hösten 1645 landsdomare vid Kopparberget. Han tjänstgjorde en tid som borgmästare i Hedemora innan 1657 han blev borgmästare i Falun.
Han gifte 1646 sig med Margareta Henriksdotter Teet som var dotter till överborgmästaren i Falun Henrik Mårtensson Teet och dennes första hustru Helena Pedersdotter Utter.

## Namn
Bengt Hansson Medenius kallades vid sin inskrivning vid Dorpat för Benedictus Johannis Medenius, Roslagia-Suecus och när han svor auskultanteden i Svea hovrätt har han själv undertecknad eden som Benedictus Johannis Medenius. I tryckta begravningsverser år 1683 (Uppsala universitetsbibliotek och Kungliga Biblioteket) kallas han endast Bengt Hansson. Hans barn kallade sig först liksom fadern för Medenius men sedan för Medén, Medéen.